# Keisha (prénom)
 (octobre 2022).
Keisha est un prénom féminin, vraisemblablement apparu dans la seconde moitié du XXe siècle, et porté surtout aux États-Unis.

## Personnalités
Pour les articles sur les personnes portant ce prénom, consulter les listes générées automatiquement pour Keisha